# Orfeo
Orfeo là một chi nhện trong họ Linyphiidae.